# Carl Nauck
Carl Nauck (vollständiger Name Carl Wilhelm Nauck, * 21. Mai 1813 in Auerstedt; † 26. November 1890 in Königsberg in der Neumark) war ein deutscher Klassischer Philologe und Gymnasialdirektor.

## Leben
Carl Nauck, der Sohn des Pastors Karl Christian Nauck (1766–1830) und der Pfarrerstochter Martha Friederike Wilhelmine geb. Müller (1788–1842), wuchs in Auerstedt bei Merseburg auf und ab 1828 in Prettin bei Annaburg, wo sein Vater Superintendent war. Sein Bruder war der Klassische Philologe August Nauck (1822–1892).
Carl Nauck besuchte das Domgymnasium Naumburg, legte dort am 21. März 1831 die Reifeprüfung ab und studierte an der Universität Halle/Saale Klassische Philologie und Theologie. Am 10. März 1836 legte er in Magdeburg das theologische Examen ab. Vom 1. Oktober 1836 bis zum 30. September 1837 unterrichtete er am Pädagogium Halle; während dieser Zeit erreichte er auch seine Promotion zum Dr. phil. an der Universität Jena (am 2. Mai 1837), die er am 29. September 1837 durch eine erneute Prüfung (zur Nostrifikation) an der Universität Halle bestätigte.
Zum 1. Oktober 1837 ging Nauck an die Ritterakademie in Brandenburg an der Havel, wo er als Adjunkt unterrichtete. Das erste Jahr seiner Tätigkeit wurde von der preußischen Schulbehörde als Probejahr gezählt. Am 2. Juni 1839 legte Nauck in Berlin die Lehramtsprüfung ab und erhielt die Lehrberechtigung in den Fächern Latein und Griechisch (in allen Klassen), Hebräisch und Deutsch (in Prima) sowie Mathematik und Französisch (bis zur Tertia). 1840 wurde er zum Oberlehrer ernannt.
Bereits zwei Jahre später, am 1. April 1842, wechselte Nauck als Prorektor an das Friedrich-Wilhelms-Gymnasium in Cottbus, wo er sieben Jahre lang tätig war. Zum 1. April 1849 ging er als Direktor an das Friedrich-Wilhelms-Gymnasium in Königsberg in der Neumark, das er bis zu seinem Eintritt in den Ruhestand am 1. April 1883 leitete.
Neben dem Unterricht war Nauck sein Leben lang wissenschaftlich und publizistisch aktiv. Er veröffentlichte Schulausgaben und Kommentare zu den römischen Autoren Cicero, Sallust, Vergil, Horaz, Phaedrus und Cornelius Nepos, die teilweise noch lange nach seinem Tod überarbeitet und nachgedruckt wurden. Darüber hinaus schrieb er Aufsätze und Rezensionen für verschiedene Zeitschriften. In den 1840er Jahren setzte er sich kritisch mit Carl Christian Ottos mnemotechnischer Methode auseinander. 1844 veröffentlichte er ein entsprechendes Pamphlet.

## Schriften (Auswahl)
- Des M. Tullius Cicero Rede für den Dichter A. Licinius Archias. Das erste Kapitel nach einer neuen Constitution des Textes übersetzt und erklärt. Cottbus 1844 (Schulprogramm)
- Reventlow und die Mnemonik und die Mnemonik und die Schule. Cottbus 1844
- Spicilegium philologum. Berlin 1848 (Schulprogramm)
- Vorwort zur Catilinarischen Verschwörung des C. Sallustius Crispus. Königsberg/Neumark 1850 (Schulprogramm)
- Beiträge zur Erklärung deutscher Gedichte. Königsberg/Neumark 1851 (Schulprogramm)
- Cicero, Laelius De amicitia. Erklärt von C. W. Nauck. Leipzig 1852. 9. Auflage, Berlin 1884. 10. Auflage, besorgt von Theodor Schiche, 1897
- Horaz, Sämmtliche Werke für den Schulgebrauch erklärt. Band 1: Oden und Epoden. Leipzig 1853. 13. Auflage, Berlin 1889. 17. Auflage, von P. Hoppe, 1910. 19. Auflage, von P. Hoppe, 1926
- Cicero, Cato maior. Erklärt von C. W. Nauck. Berlin 1855
- Phaedrus, Fabularum Aesopiarum libri quinque. Accedit fabularum novarum atque restitutarum delectus. Erklärt von C. W. Nauck. Berlin 1855
- Cornelius Nepos, Liber de excellentibus ducibus exterarum gentium. Accedit ex libro de Latinis historicis vita T. Pomponii Attici et M. Porcii Catonis. Erklärt von C. W. Nauck. Königsberg/Neumark 1856
- P. Vergilii Maronis Aeneidos liber primus 1–405. Erklärt von C. W. Nauck. Königsberg/Neumark 1862 (Schulprogramm)
- P. Vergilii Maronis Aeneidos liber primus 406–740. Erklärt von C. W. Nauck. Königsberg/Neumark 1869 (Schulprogramm)
- P. Vergilii Maronis Aeneidos liber secundus 1–401. Erklärt von C. W. Nauck. Königsberg/Neumark 1874 (Schulprogramm)